# Eustace (Texas)
Eustace es una ciudad ubicada en el condado de Henderson en el estado estadounidense de Texas. En el Censo de 2010 tenía una población de 991 habitantes y una densidad poblacional de 130,72 personas por km².

## Geografía
Eustace se encuentra ubicada en las coordenadas 32°18′27″N 96°0′50″O / 32.30750, -96.01389. Según la Oficina del Censo de los Estados Unidos, Eustace tiene una superficie total de 7.58 km², de la cual 7.58 km² corresponden a tierra firme y (0%) 0 km² es agua.

## Demografía
Según el censo de 2010, había 991 personas residiendo en Eustace. La densidad de población era de 130,72 hab./km². De los 991 habitantes, Eustace estaba compuesto por el 94.65% blancos, el 1.01% eran afroamericanos, el 0.3% eran amerindios, el 0% eran asiáticos, el 0% eran isleños del Pacífico, el 2.02% eran de otras razas y el 2.02% pertenecían a dos o más razas. Del total de la población el 5.35% eran hispanos o latinos de cualquier raza.